# Ålands len
Ålands len (svensk: Ålands län, finsk: Ahvenanmaan lääni) var et len under finsk overhøjhed i Åbo ærkestift. Lenet blev oprettet i 1918, og det blev nedlagt ved udgangen af 2009.
Fra 1922 udgjorde lenet det samme område som selvstyrende Ålands landskab, og det blev kun sjældent kaldt Ålands len.
Da landskabsregeringen tog sig af mange af de opgaver, som den finske stat tog sig af i resten af Finland, så havde lensforvaltningen færre opgaver end lensforvaltningerne havde i det øvrige Finland. Da de finske len blev nedlagte ved årsskiftet 2009/2010 skiftede lensforvaltningen navn til Statens ämbetsverk på Åland.
Ålands landshøvding er den finske stats og den finske præsidents repræsentant på Ålandsøerne. Landshøvdingen var leder af lensforvaltningen, og er nu leder af statens embedsvæsen på øerne.
60°N 20°Ø / 60°N 20°Ø